# Grewia sessiliflora
Grewia sessiliflora är en malvaväxtart som beskrevs av François Gagnepain. Grewia sessiliflora ingår i släktet Grewia och familjen malvaväxter. Inga underarter finns listade i Catalogue of Life.